# Adalsinda
Adalsinda es una santa católica del siglo VII. Su festividad se celebra el 5 de mayo. Es especialmente venerada en Douai (Francia). Era hija de Rictrudis de Marchiennes y Adalberto I de Ostrevent, duque de Douai. Sus hermanas Clotsinda, Mauronto y Eusebia son también santos precongregacionales.